# Machzor

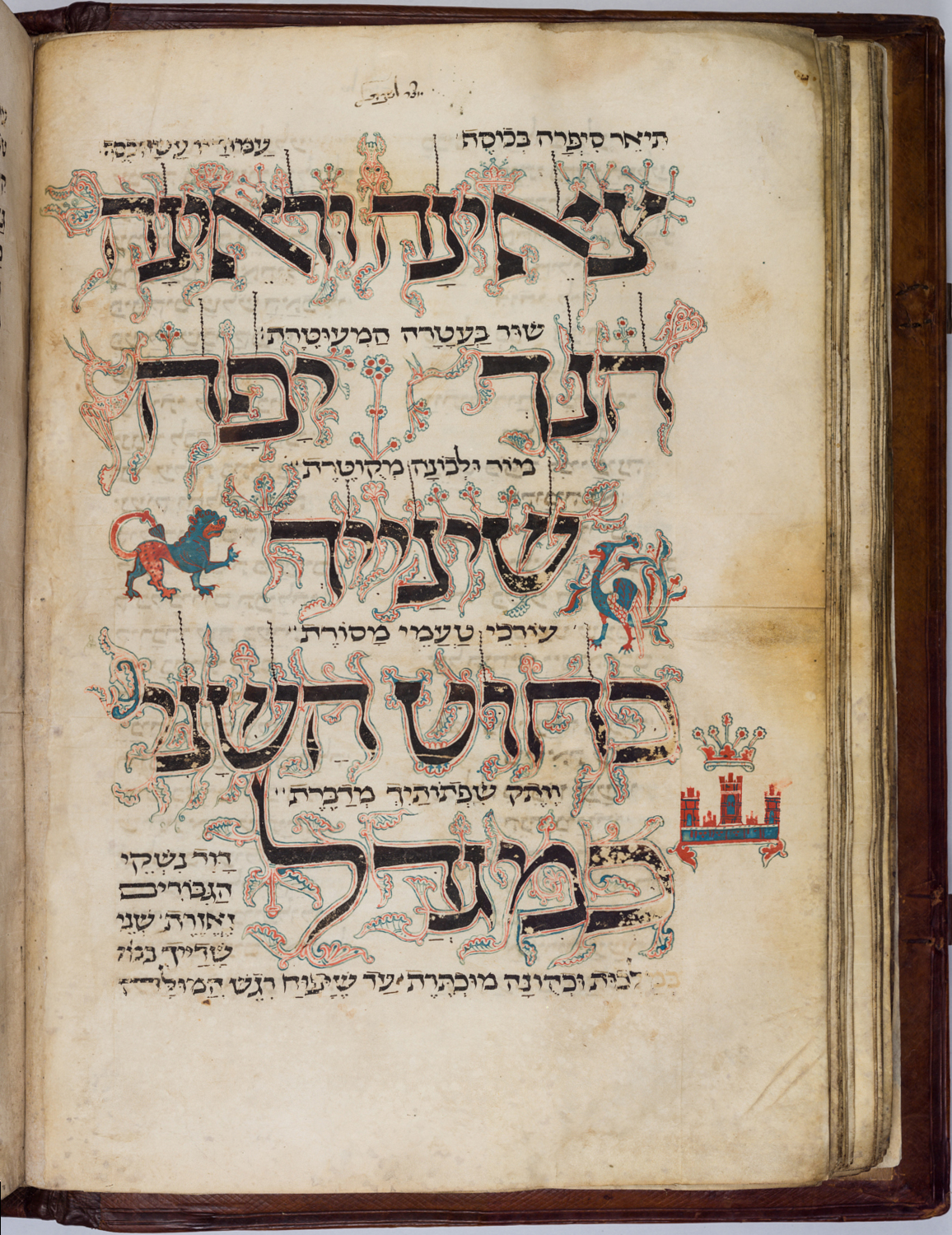
Pochodzący z XIII wieku aszkenazyjski machzor z Amsterdamu

Machzor, mahzor (hebr. מחזר – obrót, cykl) – w judaizmie modlitewnik zawierający modlitwy przeznaczone na okres świąt. Machzor wywodzi się z modlitewnika codziennego – siddur. Poza modlitwami zawiera w sobie także wiersze religijne – pijutim.
Machzor używany jest podczas Rosz ha-Szana, Jamim Noraim, Jom Kipur, Pesach, Szawuot i Sukkot.